# Arteria pulmonar izquierda
La arteria pulmonar izquierda ([TA]: arteria pulmonalis sinistra) es una arteria que se origina junto con la arteria pulmonar derecha en el tronco pulmonar.

## Ramas
Del lóbulo pulmonar superior:
- Rama apical.
- Rama anterior ascendente.
- Rama anterior descendente.
- Rama posterior.
- Rama lingular inferior.
- Rama lingular superior.

Del lóbulo pulmonar inferior:
- Rama superior.
- Rama anterior basal.
- Rama lateral basal.
- Rama medial basal.
- Rama posterior basal.

## Distribución
Se distribuye hacia el pulmón izquierdo.